# Klagshamnskolan
Klagshamnskolan er en skole i Klagshamn i Sverige. Skolen blev åbnet d. 17. maj 1906 og ligger i den nordlige del af Klagshamn i Malmø kommune. Skolen har i dag ca. 140 elever i klasserne 0-1 klasse.
| Skole | Spire Denne artikel om en skole, en uddannelsesinstitution eller uddannelse er en spire som bør udbygges. Du er velkommen til at hjælpe Wikipedia ved at udvide den. |